# Twelve Angry Men (toneelstuk)
Twelve Angry Men is een toneelstuk geschreven door Reginald Rose op basis van zijn televisiestuk met dezelfde titel uit 1954. Het werd voor het eerst opgevoerd in San Francisco in 1955. Het duurde bijna vijftig jaar voor het toneelstuk zijn debuut kende op Broadway, waar het 228 keer werd opgevoerd.

## Verhaal
Het verhaal begint na de slotpleidooien in de zaak van de moord met voorbedachten rade tegen een probleemjongere, die ervan wordt beschuldigd zijn vader te hebben vermoord. De rechter deelt de instructies mee aan de volledig mannelijke jury: de twaalf juryleden moeten unaniem beslissen over een oordeel van "schuldig" of "onschuldig". Slagen ze daar niet in, dat wordt het proces nietig verklaard. De jury krijgt verder te horen dat een schuldig vonnis gepaard zal gaan met een verplichte doodstraf. De jury wordt vervolgens opgesloten in een kamer totdat er een oordeel is geveld. De spanning wordt nog groter doordat het uitzonderlijk warm is en de enige ventilator in de kamer kapot is.
De juryleden beginnen door een voorlopige stemming te houden om te zien wat ieders standpunt is. Alle juryleden stemmen schuldig behalve jurylid 8, die wel neigt naar schuldig, maar die een voorgevoel heeft en niet te snel wil oordelen. De juryleden beginnen uit te leggen waarom ze tot hun beslissing zijn gekomen, en hoewel jurylid 8 niet overtuigd is, gaat hij akkoord om zich te onthouden van de volgende stemronde en zijn stem te wijzigen in schuldig als de anderen unaniem blijven. Bij de volgende stemming wijzigt jurylid 9 zijn mening en stemt ermee in om niet overhaast te werk te gaan.
De juryleden overlopen het bewijsmateriaal. Het vermeende moordwapen, een stiletto waarvan beweerd werd dat het uniek was, blijkt identiek te zijn aan een mes in het bezit van jurylid 8. Een van de getuigen, een benedenbuurman, beweerde de verdachte "Ik ga je vermoorden" te hebben horen roepen gevolgd door een harde klap, en zag de verdachte vervolgens 15 seconden na het incident de trap van hun gedeelde appartementencomplex af rennen. Een experiment toont aan dat een man van zijn leeftijd en fysieke toestand onmogelijk de trap in een vergelijkbare tijd had kunnen bereiken. Bovendien zou een passerende trein elk geluid dat de getuige had gehoord, hebben overstemd, zodat geen enkele identificatie mogelijk was. Een voor een besluiten juryleden 5, 11, 2 en 6 hun oordeel te wijzigen in "onschuldig". Jurylid 7 volgt al snel, puur omdat hij op tijd weg wil om die avond naar de wedstrijd van de Yankees te gaan. Al snel komt er een onweersbui opzetten die de wedstrijd verregent en dat punt overbodig maakt.
Jurylid 4 wijst op het zwakke alibi van de verdachte en het onvermogen om zich details te herinneren tijdens het verhoor. Jurylid 8 ondervraagt jurylid 4 over wat hij de afgelopen dagen heeft gedaan om aan te tonen dat geheugen feilbaar is, vooral onder stress, en merkt ook op dat de verdachte zich de details tijdens het proces wel degelijk heeft kunnen herinneren, waarop de "schuldig"-stemmers repliceren dat hij gecoacht had kunnen worden. Jurylid 5, die een vergelijkbare achtergrond heeft als de verdachte en ervaring heeft met stiletto's, toont aan dat het onpraktisch zou zijn geweest voor een stilettogebruiker, vooral een die kleiner was dan het slachtoffer, om in de neerwaartse richting van de steekwond te steken. Daarop wijzigen jurylid 12 en de voorzitter hun mening.
Juryleden 3, 4 en 10 blijven geloven dat de verdachte schuldig is. Jurylid 4 baseert zich op de verklaring van de enige overgebleven getuige, een vrouw die beweerde dat ze de misdaad toevallig vanaf de overkant van de straat vanuit haar bed gezien heeft, waarop jurylid 12 tijdelijk zijn mening terug wijzigt in "schuldig". Jurylid 10 geeft in een tirade toe dat hij schuldig stemt als een daad van blanke suprematie en krijgt het bevel te zwijgen. Jurylid 8 kan dit bewijs aanvankelijk niet weerleggen totdat hij zich realiseert dat de getuige normaal gesproken een bril droeg, die ze in bed niet zou hebben gedragen, waardoor het zeer onwaarschijnlijk is dat ze de misdaad daadwerkelijk in voldoende detail heeft gezien om de dader te identificeren. Jurylid 4 is nu ook overtuigd, jurylid 12 wijzigt zijn mening opnieuw en jurylid 10 stemt met tegenzin onschuldig.
Jurylid 3, die tijdens de beraadslagingen steeds prikkelbaarder werd, is de laatste die zich verzet. In een hartstochtelijk laatste pleidooi zweert hij voor een nietigverklaring te zorgen en legt hij de schuld bij zijn eigen gespannen relatie met zijn zoon, waarna hij breekt en in tranen uitbarst. De andere juryleden herinneren hem eraan dat de verdachte niet zijn zoon is, en uiteindelijk draait hij bij. De voorzitter deelt het vonnis van vrijspraak mee aan de gerechtsdeurwaarder, de deur gaat open en alle juryleden vertrekken, terwijl jurylid 8 jurylid 3 helpt met zijn jas.

## Personages
De personages hebben geen naam. Tijdens hun beraadslaging noemt geen enkel jurylid een ander bij naam en in het script worden ze alleen met een nummer geïdentificeerd. In de epiloog, die niet in alle producties voorkomt, blijkt dat julyleden 8 en 9 respectievelijk meneer Davis en meneer McCardle heten.

## Producties
Rose schreef verschillende variaties op de toneelbewerking van het verhaal. Nadat de toneelrechten voor de film waren verkocht, werden er ook verschillende versies gebaseerd op de film opgevoerd. Voor andere theaterbewerkingen, waarin vrouwelijke acteurs meespelen, wordt de titel van het stuk vaak gewijzigd in 12 Angry People of 12 Angry Jurors.
Het stuk werd voor het eerst opgevoerd in San Francisco in 1955 en in Europa in 1958. Daarna waren er verschillende revivals, waaronder in Londen in 1964 onder regie van Margaret Webster, in Bristol in 1996 onder regie van Harold Pinter en tijdens het Edinburgh Fringe-festival in 2003 onder regie van Guy Masterson.
In 2004 werd het stuk voor het eerst opgevoerd op Broadway, met Boyd Gaines in de rol van het strijdlustige jurylid 8 en Robert Prosky als de stem van de rechter.
Van november 2013 tot maart 2014 werd het toneelstuk opgevoerd in het Londense West End. De regie was in handen van Christopher Haydon en de cast bestond onder andere uit Martin Shaw, Robert Vaughn en Jeff Fahey.

## Verfilmingen
| Personages             | Films                           | Films                     | Televisie                                | Televisie                           |
| Personages             | - 12 Angry Men - (Sidney Lumet) | - 12 - (Nikita Mikhalkov) | - 12 Angry Men - (Franklin J. Schaffner) | - 12 Angry Men - (William Friedkin) |
| Personages             | 1957                            | 2007                      | 1954                                     | 1997                                |
| ---------------------- | ------------------------------- | ------------------------- | ---------------------------------------- | ----------------------------------- |
| Jurylid 1 / voorzitter | Martin Balsam                   | Sergei Makovetsky         | Norman Fell                              | Courtney B. Vance                   |
| Jurylid 2              | John Fiedler                    | Nikita Mikhalkov          | John Beal                                | Ossie Davis                         |
| Jurylid 3              | Lee J. Cobb                     | Sergei Garmash            | Franchot Tone                            | George C. Scott                     |
| Jurylid 4              | E.G. Marshall                   | Valentin Gaft             | Walter Abel                              | Armin Mueller-Stahl                 |
| Jurylid 5              | Jack Klugman                    | Alexei Petrenko           | Lee Phillips                             | Dorian Harewood                     |
| Jurylid 6              | Edward Binns                    | Yuri Stoyanov             | Bart Burns                               | James Gandolfini                    |
| Jurylid 7              | Jack Warden                     | Sergei Gazarov            | Paul Hartman                             | Tony Danza                          |
| Jurylid 8              | Henry Fonda                     | Mikhail Yefremov          | Robert Cummings                          | Jack Lemmon                         |
| Jurylid 9              | Joseph Sweeney                  | Alexey Gorbunov           | Joseph Sweeney                           | Hume Cronyn                         |
| Jurylid 10             | Ed Begley                       | Sergei Artsibashev        | Edward Arnold                            | Mykelti Williamson                  |
| Jurylid 11             | George Voskovec                 | Viktor Verzhbitsky        | George Voskovec                          | Edward James Olmos                  |
| Jurylid 12             | Robert Webber                   | Roman Madyanov            | Larkin Ford                              | William Petersen                    |

## Prijzen en nominaties
| Jaar | Prijs                      | Categorie                            | Genomineerde                    | Resultaat   |
| ---- | -------------------------- | ------------------------------------ | ------------------------------- | ----------- |
| 2005 | Tony Award                 | Best Revival of a Play               | Best Revival of a Play          | Genomineerd |
| 2005 | Tony Award                 | Best Actor in a Play                 | Philip Bosco                    | Genomineerd |
| 2005 | Tony Award                 | Best Direction of a Play             | Scott Ellis                     | Genomineerd |
| 2005 | Drama Desk Award           | Outstanding Revival of a Play        | Outstanding Revival of a Play   | Gewonnen    |
| 2005 | Drama Desk Award           | Outstanding Featured Actor in a Play | Philip Bosco                    | Genomineerd |
| 2005 | Drama Desk Award           | Outstanding Director of a Play       | Scott Ellis                     | Genomineerd |
| 2005 | Outer Critics Circle Award | Outstanding Revival of a Play        | Outstanding Revival of a Play   | Gewonnen    |
| 2005 | Outer Critics Circle Award | Outstanding Featured Actor in a Play | Philip Bosco                    | Genomineerd |
| 2005 | Drama League Award         | Distinguished Revival of a Play      | Distinguished Revival of a Play | Gewonnen    |